# Senatus consultum ultimum
Senatus consultum ultimum (łac. ostateczna uchwała Senatu) – uchwała Senatu rzymskiego podejmowana w momentach nadzwyczajnego zagrożenia wewnętrznego. Nazwa powstała w oparciu o pisma Juliusza Cezara (Wojny domowe I 5,3).
Stosowana jedynie w przypadku zaburzeń wewnętrznych w okresie późnej republiki. Wydając taką uchwałę Senat informował magistrat, że uważa sytuację za krytyczną. Według Cycerona nakładało to na konsulów obowiązek „dopilnowania, aby republika nie poniosła jakiejś szkody” (łac. ut (consul) videret, ne quid res publica detrimenti caperet; In Catilinam 1,4; Pro Milone 26,70).
Senatus consultum ultimum stanowiła i wciąż stanowi spory problem natury interpretacyjnej. O tym, jak złożone było to zagadnienie, świadczyć może pierwszy przypadek użycia uchwały przeciwko Gajuszowi Grakchowi i jego zwolennikom w 121 p.n.e. Zginęli oni bez sądu i możliwości odwołania, co łamało istniejące prawa lex Valeria i lex Porcia (Appian Wojny domowe I,26). Konsul roku 121 p.n.e. Lucjusz Optimus odpowiedział za to przed sądem, a proces miał dać odpowiedź na pytanie, jak dalece może się posunąć urzędnik w egzekwowaniu swojej władzy (łac. imperium) w sytuacjach nadzwyczajnych. Co ważne, oskarżony nie zaprzeczył, że złamał istniejące prawo, ale twierdził, że zrobił to na mocy senatus consultum ultimum dla dobra państwa (Cyceron De oratore II,106 i 132), w wyniku czego został uniewinniony
Dlatego też przyjmuje się, że na mocy senatus consultum ultimum konsulowie dysponowali władzą równą dyktatorskiej, co pozwalało im na podjęcie wszelkich koniecznych kroków łącznie z czasowym zawieszeniem działalności niektórych instytucji. 
Po raz pierwszy jej zastosowania domagał się w 133 p.n.e. ówczesny Pontifex Maximus Scypion Nazyka przeciwko Tyberiuszowi Grakchowi, ale według Plutarcha odmówił mu konsul Publiusz Mucjusz Scewola (Plutarch Tyberiusz Grakchus XIX). W źródłach znanych jest 13 przypadków uchwalenia senatus consultum ultimum.